# Conference League South 2007-2008
La Conference League South 2007-2008 è stata la 4ª edizione della seconda serie della Conference League. Rappresenta, insiema alla Conference League North, il sesto livello del calcio inglese ed il secondo del sistema "non-league". 

## Stagione

### Aggiornamenti
Fusione:
- Hayes Football Club (Conference League South) e Yeading United Football Club (Conference League South) in Hayes & Yeading United Football Club.

## Squadre partecipanti
| Squadra                    | Città                                 | Stagione precedente                                             |
| -------------------------- | ------------------------------------- | --------------------------------------------------------------- |
| Basingstoke Town           | Basingstoke                           | 19º posto in Conference League South                            |
| Bath City                  | Bath                                  | 1º posto in Southern Football League Premier Division, promosso |
| Bishop's Stortford         | Bishop's Stortford                    | 5º posto in Conference League South                             |
| Bognor Regis Town          | Bognor Regis                          | 12º posto in Conference League South                            |
| Braintree Town             | Braintree                             | 3º posto in Conference League South                             |
| Bromley                    | Londra (Bromley)                      | 2º posto in Isthmian League Premier Division, promosso          |
| Cambridge City             | Histon and Impington (Cambridgeshire) | 13º posto in Conference League South                            |
| Dorchester Town            | Dorchester                            | 17º posto in Conference League South                            |
| Eastbourne Borough         | Eastbourne                            | 7º posto in Conference League South                             |
| Eastleigh                  | Eastleigh                             | 15º posto in Conference League South                            |
| Fisher Athletic            | Londra (Southwark)                    | 10º posto in Conference League South                            |
| Hampton & Richmond Borough | Londra (Richmond upon Thames)         | 1º posto in Isthmian League Premier Division, promosso          |
| Havant & Waterlooville     | Havant                                | 4º posto in Conference League South                             |
| Hayes & Yeading United     | Londra (Hillingdon)                   |                                                                 |
| Lewes                      | Lewes                                 | 9º posto in Conference League South                             |
| Maidenhead United          | Maidenhead                            | 4º posto in Southern Football League Premier Division, promosso |
| Newport County             | Newport                               | 6º posto in Conference League South                             |
| Sutton United              | Londra (Sutton)                       | 14º posto in Conference League South                            |
| St Albans City             | St Albans                             | 24º posto in Conference League National, retrocesso             |
| Thurrock                   | Purfleet (Essex)                      | 18º posto in Conference League South                            |
| Welling United             | Londra (Bexley)                       | 8º posto in Conference League South                             |
| Weston-super-Mare          | Weston-super-Mare                     | 21º posto in Conference League South                            |

## Classifica finale
|  | Pos. | Squadra                | Pt | G  | V  | N  | P  | GF | GS | DR  |
|  | ---- | ---------------------- | -- | -- | -- | -- | -- | -- | -- | --- |
|  | 1    | Lewes                  | 89 | 42 | 27 | 8  | 7  | 81 | 39 | +42 |
|  | 2    | Eastbourne Borough     | 80 | 42 | 23 | 11 | 8  | 83 | 38 | +45 |
|  | 3    | Hampton & Richmond     | 77 | 42 | 21 | 14 | 7  | 87 | 49 | +38 |
|  | 4    | Fisher Athletic        | 71 | 42 | 22 | 5  | 15 | 65 | 61 | +4  |
|  | 5    | Braintree Town         | 69 | 42 | 19 | 12 | 11 | 52 | 42 | +10 |
|  | 6    | Eastleigh              | 67 | 42 | 19 | 10 | 13 | 76 | 62 | +14 |
|  | 7    | Havant & Waterlooville | 67 | 42 | 19 | 10 | 13 | 59 | 53 | +6  |
|  | 8    | Bath City              | 66 | 42 | 17 | 15 | 10 | 59 | 36 | +17 |
|  | 9    | Newport County         | 66 | 42 | 18 | 12 | 12 | 64 | 49 | +15 |
|  | 10   | Bishop's Stortford     | 64 | 42 | 18 | 10 | 14 | 72 | 60 | +12 |
|  | 11   | Bromley                | 64 | 42 | 19 | 7  | 16 | 77 | 66 | +11 |
|  | 12   | Thurrock               | 63 | 42 | 18 | 9  | 15 | 63 | 64 | -1  |
|  | 13   | Hayes & Yeading Utd    | 54 | 42 | 14 | 12 | 16 | 67 | 73 | -6  |
|  | 14   | Cambridge City         | 52 | 42 | 14 | 10 | 18 | 71 | 72 | -1  |
|  | 15   | Basingstoke Town       | 50 | 42 | 12 | 14 | 16 | 54 | 75 | -21 |
|  | 16   | Welling Utd            | 46 | 42 | 13 | 7  | 22 | 41 | 64 | -23 |
|  | 17   | Maidenhead Utd         | 45 | 42 | 11 | 12 | 19 | 56 | 59 | -3  |
|  | 18   | Bognor Regis Town      | 44 | 42 | 11 | 11 | 20 | 49 | 67 | -18 |
|  | 19   | St Albans City         | 42 | 42 | 10 | 12 | 20 | 43 | 69 | -26 |
|  | 20   | Weston-super-Mare      | 37 | 42 | 9  | 10 | 23 | 52 | 85 | -33 |
|  | 21   | Dorchester Town        | 34 | 42 | 8  | 10 | 24 | 36 | 70 | -34 |
|  | 22   | Sutton Utd             | 24 | 42 | 5  | 9  | 28 | 32 | 86 | -54 |

Legenda:
      Promosso in Conference League Premier 2008-2009.
  Ammesso ai play-off.
      Retrocesso in Isthmian League Premier Division 2008-2009.
      Retrocesso in Southern Football League Premier Division 2008-2009.
Regolamento:
Tre punti a vittoria, uno a pareggio, zero a sconfitta.
In caso di arrivo di due o più squadre a pari punti, la graduatoria viene stilata secondo i seguenti criteri:
- differenza reti
- maggior numero di gol segnati

Note:

Il Dorchester Town è stato poi riammesso in Conference League South 2008-2009.
Cambridge City retrocesso d'ufficio in Southern Football League Premier Division 2008-2009 per mancanza di uno stadio idoneo.

## Spareggi

### Play-off

#### Tabellone
|  | Semifinali | Semifinali             | Semifinali | Semifinali | Semifinali |  |  | Finale | Finale         | Finale |  |
|  |            |                        |            |            |            |  |  |        |                |        |  |
|  | 5          | Braintree Town         | 0          | 0          | 0          |  |  |        |                |        |  |
|  | 2          | Eastbourne B.          | 2          | 3          | 5          |  |  | 2      | Eastbourne B.  | 2      |  |
|  | 4          | Fisher Athletic        | 1          | 0          | 1          |  |  | 3      | Hampton & R.B. | 0      |  |
|  | 3          | Hampton & R. (4-2 dcr) | 1          | 0          | 1          |  |  |        |                |        |  |